# Франкенфельс
Франкенфельс (нем. Frankenfels) — ярмарочная коммуна (нем. Marktgemeinde) в Австрии, в федеральной земле Нижняя Австрия. 
Входит в состав округа Санкт-Пёльтен.  Население составляет 2040 человек (2012). Занимает площадь 56,11 км². Официальный код  —  31906.

## Политическая ситуация
Бургомистр коммуны — Франц Грёсбахер (АНП) с 2009 года.

По результатам выборов 2010 года совет представителей коммуны (нем. Gemeinderat) состоит из 21 места.
- АНП занимает 15 мест.
- СДПА занимает 5 мест.
- АПС занимает 1 место.